# Condado de Guadalevín

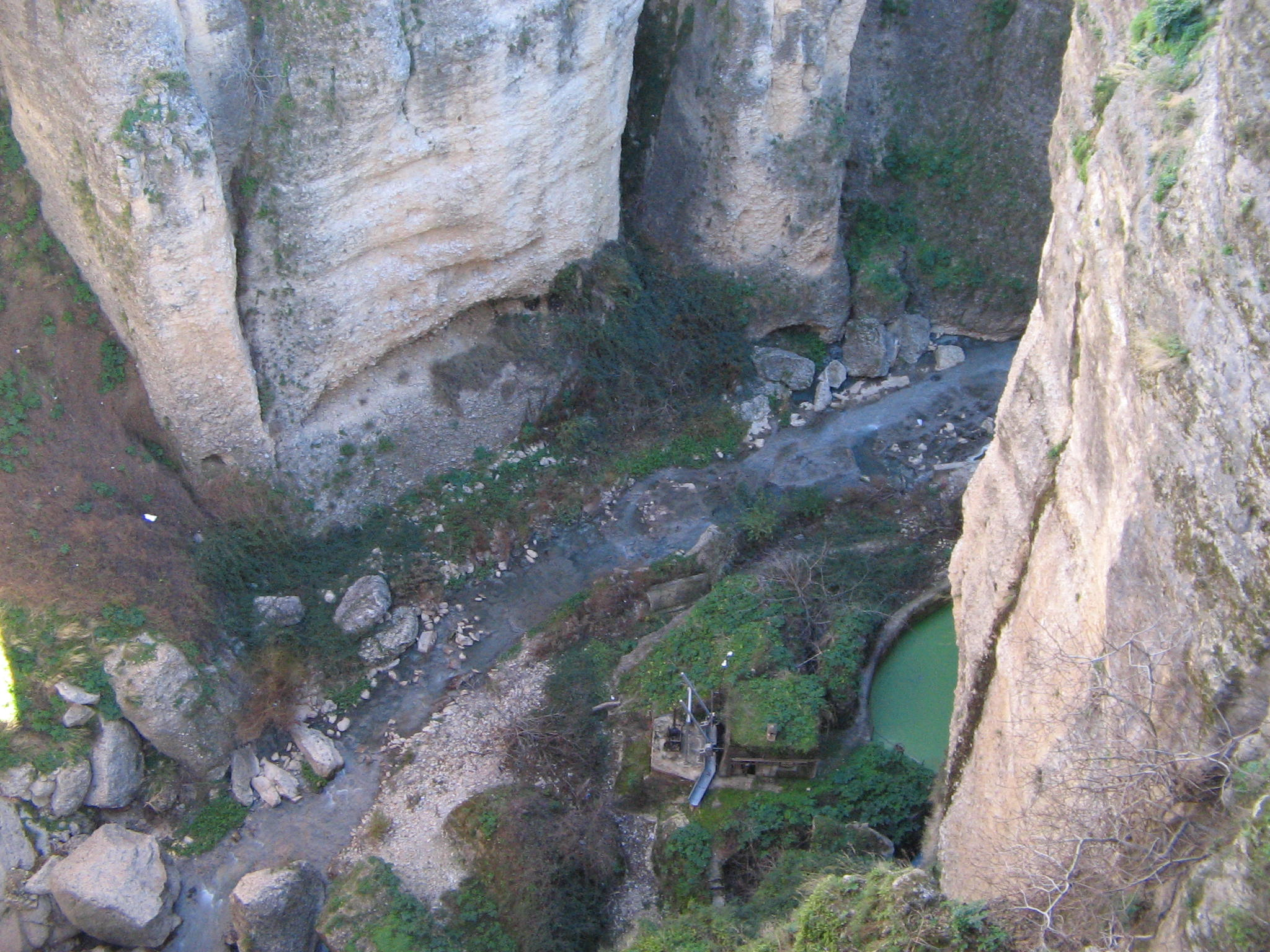
Vista del río Guadalevín, desde el puente de Ronda (Málaga). Su denominación dio nombre a este título histórico.

El condado de Guadalevín es un título nobiliario español creado por el rey Alfonso XIII el 15 de marzo de 1917 y concedido, con carácter vitalicio, a favor de María del Carmen Abela y García de la Reguera, para hacer merced de sus contribuciones a la ciudad de Ronda y al Estado, destacando, de forma muy especial, la construcción del cuartel de la Concepción y la restauración de la antigua iglesia del Socorro. La concesión se concretó tras peticiones en 1916 y 1917 de varios organismos de Ronda para que se le hiciese merced de un título.
Su nombre se refiere al río Guadalevín, en la provincia española de Málaga (comunidad autónoma de Andalucía).

## Condes de Guadalevín
|                           | Titular                         | Periodo                   |
| Creación por Alfonso XIII | Creación por Alfonso XIII       | Creación por Alfonso XIII |
| ------------------------- | ------------------------------- | ------------------------- |
| I                         | María del Carmen Abela y García | 1917-1924                 |
| Único titular             |                                 |                           |

## Historia de los condes de Guadalevín
- Carmen Abela y García de la Reguera (1848-1924), I condesa de Guadalevín.

Casó el 27 de marzo de 1873 con Bartolomé Borrego Gómez (m. 1903). Sin descendientes.
Dado que la concesión se realizó con carácter vitalicio, el condado de Guadalevín constituye, a día de hoy, un título histórico. Su única titular, Carmen Abela y García, sin embargo, pretendió modificar la suerte del mismo y el 6 de enero de 1918 cursó una solicitud ante el rey Alfonso XIII para que se reconvirtiera la merced a título hereditario:

A fin de que, de esta manera, entre los que lleven y han de llevar los vínculos de su sangre, como en la ciudad de su cuna y residencia, que tanto se interesó en impetrar de V.M. la gracia recibida, queden perpetuos el honor decretado para la exponente por su Real bondad, y alta prerrogativa, y el recuerdo del noble y desinteresado objetó que promovió tan excelsas distinciones, y que Ronda, agradecida, consigna ya en sus anales.

Para apoyar su petición, la condesa acompañaba la instancia con una extensa documentación que legitimaba los derechos del sucesor propuesto, Antonio Clavero Rodríguez de Alburquerque, Valdivia y García de Reguera, su sobrino, a quien proponía para la sucesión de dicho título, por considerarle «por su carácter y posición, el mas capaz y digno de esta gracia». La solicitud, sin embargo, sería denegada.